# Mara (film 2018)
Mara è un film del 2018 di Clive Tonge con protagonista Olga Kurylenko. 

## Trama
Una donna viene accusata di uxoricidio, ma professa la propria innocenza e attribuisce il suo squilibrio mentale alla possessione di un demone. La polizia, bollandola come malata psichiatrica, conta di chiudere il caso celermente. Non molto tempo dopo l’omicida muore e la figlioletta, data in affido, peggiora mostrando sintomi analoghi. Tuttavia la psicologa che affianca la squadra investigativa comincia a non vederci chiaro: sente parlare di un fantomatica entità paranormale. Indagando apprende che l’essere maligno ha due caratteristiche:
1) si manifesta in seguito a grandi tragedie personali, poi mietuta la prima vittima inizia a colpire una successione di persone che covano sensi di colpa
2) dalla prima manifestazione all’assalto finale alla vittima ci sono 5 stadi. Dopo essersi accorta di alcune persone, viene a sua volta sopraffatta, ma come ultimo gesto riesce a salvare la bambina.